# Hymenophyllum holochilum
Hymenophyllum holochilum är en hinnbräkenväxtart som först beskrevs av V. d. Bosch, och fick sitt nu gällande namn av Carl Frederik Albert Christensen. Hymenophyllum holochilum ingår i släktet Hymenophyllum och familjen Hymenophyllaceae. Inga underarter finns listade.